# UV-lampa
En UV-lampa är en lampa, oftast lysrör, som utsöndrar ultraviolett ljus. Den används bland annat i terrarier för att ersätta delar av solljuset (de ultravioletta strålarna) som en vanlig glödlampa inte kan producera och som är nödvändiga för reptiler.
Så kallade black light-lampor är gjorda av ett slags glas som absorberar nästan allt synligt ljus, men släpper igenom ultraviolett (och även infrarött) ljus.
I ett mörkt rum där UV-lampan är tänd fluorescerar vissa vita detaljer och textilier vilket får dem att se självlysande ut.